# Circles (George Harrison)
Circles è un brano di George Harrison pubblicato sull'album Gone Troppo del 1982.

## Il brano

### Storia e composizione
I Beatles e le loro compagne, da metà febbraio 1968, partirono per uno stage di meditazione trascendentale in India, a Rishikesh, sotto la guida del Maharishi Mahesh Yogi. Dopo neanche due settimane, Ringo Starr e la moglie Maureen Cox se ne andarono; non molte settimane dopo fecero lo stesso Paul McCartney e la compagna Jane Asher. John Lennon, George Harrison e le rispettive mogli Cynthia Powell e Pattie Boyd partirono dopo due mesi, quando giunse loro la notizia, in seguito rivelatasi falsa, che il Maharishi avesse avuto rapporti intimi con alcune stagiste. A Rishikesh, il gruppo aveva composto abbastanza canzoni da poter produrre un album doppio, quello che poi sarebbe diventato il White Album, e varie canzoni vennero scartate. Circles, che non venne mai registrata dalla band al completo, fu una di queste.

### Testo
Il brano è uno dei più filosofici del chitarrista; le liriche sono simili a Within You Without You e The Inner Light, pubblicati non molto prima della composizione di Circles, ma in questo caso la visione del mondo che cambia è presa da un solo individuo. Il testo della canzone presente in un primo demo è molto diverso rispetto a quello della versione pubblicata su Gone Troppo.

### Registrazione
Una prima registrazione c'è stata nel maggio 1968, per i cosiddetti Esher Demos, ovvero i demo delle canzoni composte nello stage. Vennero registrate a casa di George. Lì, oltre Circles, vennero registrate anche Cry Baby Cry, The Continuing Story of Bungalow Bill, I'm So Tired, Yer Blues, Child of Nature, Everybody's Got Something to Hide Except Me and My Monkey, What's the New Mary Jane, Revolution, While My Guitar Gently Weeps, Sour Milk Sea, Not Guilty, Piggies, Julia, Blackbird, Rocky Raccoon, Back in the U.S.S.R., Honey Pie, Mother Nature's Son, Ob-La-Di, Ob-La-Da, Junk, Dear Prudence, Sexy Sadie, Happiness Is a Warm Gun, Mean Mr. Mustard, Polythene Pam e Glass Onion. Il demo presenta Harrison all'organo e delle voci parlate di sottofondo, forse degli altri Beatles o forse della radio o della televisione. Il nastro non è apparso sull'Anthology 3, ma è stato pubblicato su numerosi bootleg ed è stato incluso, insieme agli altri Esher Demos, nell'edizione Super Deluxe di The Beatles 50th Anniversary Box Set, ristampa del 2018.
La versione pubblicata su Gone Troppo è stata registrata tra la primavera e l'estate 1982 ai Friar Park Studios, lo studio di registrazione privato di George Harrison.

### Pubblicazione
Sul vinile di Gone Troppo, Circles compare come traccia conclusiva; nella ristampa su CD nel 2004, è la penultima, essendo stata aggiunta come bonus track il demo di Mystical One. L'album fu un clamoroso insuccesso, non entrando in classifica in Gran Bretagna, ed arrivando alla 108ª posizione negli States. È inoltre apparsa al lato B di I Really Love You negli USA, 45 giri pubblicato nel 1983; nei Paesi Bassi al il suo posto è stata pubblicata, nel 1982, lo strumentale Greece.
Il critico di AllMusic Lindsay Planet ha considerato Circles come un potenziale brano per l'inclusione nel White Album; ne ha inoltre lodato l'esecuzione.

## Formazione

### Demo
- George Harrison: voce, organo[2]

### Gone Troppo
- George Harrison: voce, chitarre, basso elettrico, sintetizzatore
- Billy Preston: pianoforte, organo
- Mike Moran: sintetizzatore
- Jon Lord: sintetizzatore
- Henry Spinetti: batteria
- Ray Cooper: percussioni[1]